# Ali Suavi
Ali Suavi Effendi, né le 8 décembre 1839 à Constantinople, et mort le 20 mai 1878 dans la même ville, est un écrivain, journaliste et activiste ottoman, connu pour la tentative de coup d'État qu'il a dirigé contre le sultan Abdülhamid II en 1878.

## Biographie
Il naît en 1839 dans le quartier de Cerrahpaşa (tr) à Constantinople. Son père, Hüseyin Ağa, est originaire de Çankırı en Anatolie centrale ; sa mère est native de Constantinople.
Hostile au sultan Abdulaziz, Ali Suavi fait la rencontre en 1867 à Constantinople d'intellectuels comme Namık Kemal qui, animés par un idéal constitutionnaliste, veulent lutter contre l'absolutisme en se servant d'une presse de combat. Il collabore alors au Muhbir (« Le Rapporteur ») qui sera vite interdit. Arrêté, il doit s'exiler à Kastamonu, au bord de la mer Noire, puis part pour l'Europe. Il vit notamment à Londres, où il épouse une Anglaise, et à Paris, où il crée une revue bimensuelle, Ulûm (tr).
En mai 1876, l'abdication d'Abdulaziz et l'arrivée au pouvoir de Mourad V, franc-maçon et libéral, lui permet de retourner à Constantinople au cours de l'été. Mais, dès le 31 août, le sultan est déposé par son frère Abdülhamid II, et enfermé dans le palais Çırağan.
En janvier 1877, dans une période de grave crise pour l'Empire ottoman (la guerre avec la Russie menace), Ali Suavi est nommé par Abdülhamid II directeur du lycée de Galatasaray. Un choix sans doute dicté par son ralliement au sultan et au fait qu'il est un intellectuel d'un certain renom. Dans un rapport sur la situation de l'école, Ali Suavi critique les méthodes de gestion du lycée. Il dénonce notamment le déséquilibre en faveur des non-musulmans (notamment bulgares) à la fois au niveau du nombre (ils sont alors 377 contre 162 musulmans), et de l'octroi des bourses qui leur est plus favorable. Il entreprend donc une politique de rééquilibrage, mais en attendant, sa gestion contribue surtout à désorganiser l'institution, si bien qu'il est démis de ses fonctions par le sultan après moins d'un an d'expérience.
Le 20 mai 1878, Ali Suavi et un groupe composé majoritairement de réfugiés musulmans des Balkans (les Muhacir (tr)), attaquent le palais Çırağan pour tenter de libérer l'ex-sultan Mourad V. La nouvelle de cette tentative de coup d'État provoque un début de panique dans les rues de Constantinople (les habitants croient à l'entrée des troupes russes dans la ville) mais très vite, la réaction s'organise et les forces de l'ordre se dirigent vers le palais : une fusillade nourrie s'engage au cours de laquelle Ali Suavi est tué.

## Publications
- Le Khiva en mars 1873, Paris : Maisonneuve, 1873 [lire en ligne].
- « À propos de la mer d'Aral », Bulletin de la Société de géographie de Paris, 1873.
- À propos de l'Herzégovine…, Paris : Maisonneuve, 1875 [lire en ligne].